# Fontana De Torres

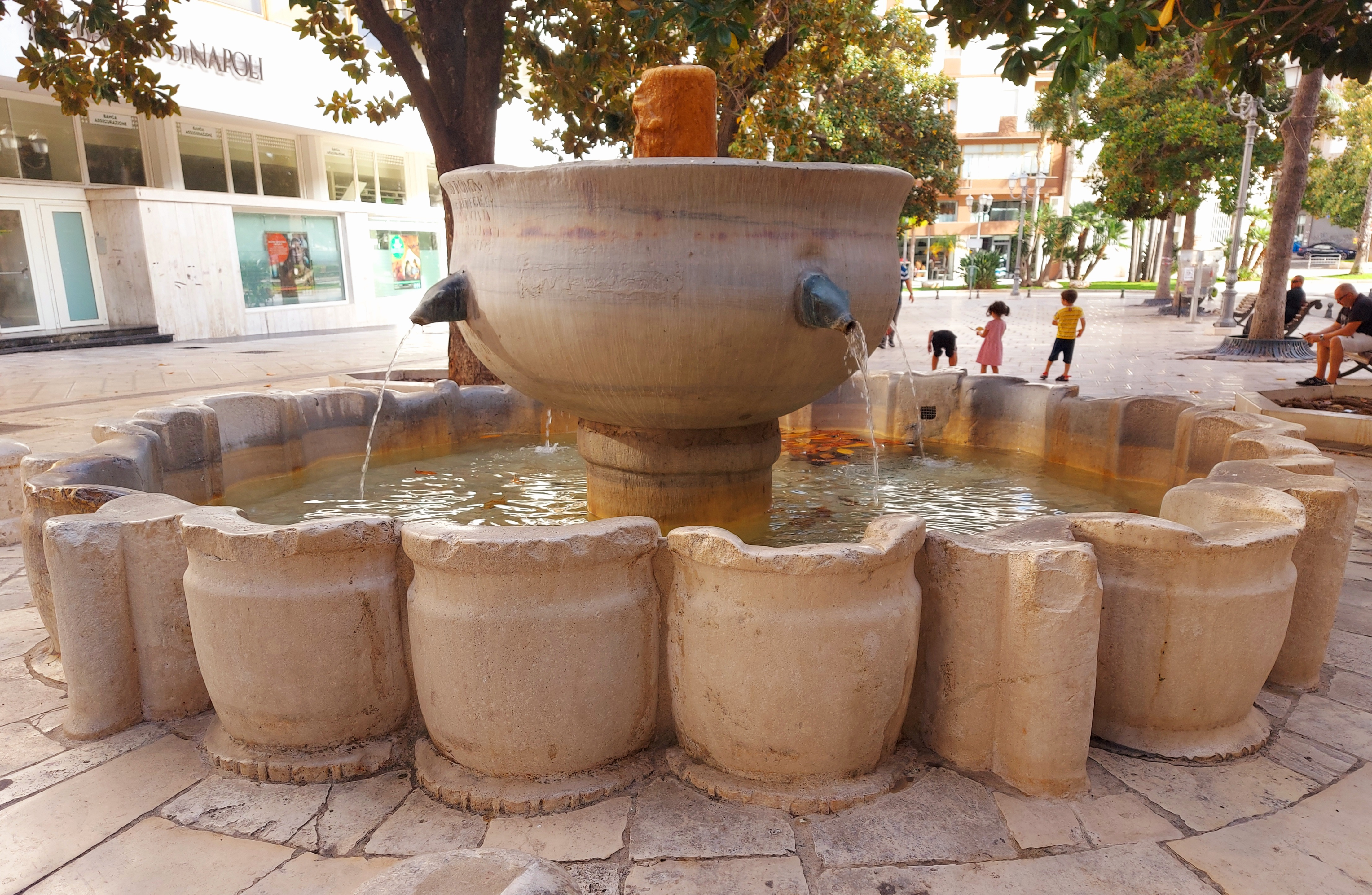
Fontana de Torres

La fontana de Torres è una fontana monumentale di Brindisi.
La fontana si trova in piazza della Vittoria, al centro della città, ed era una delle fontane cittadine a ricevere l'acqua potabile dalle vasche limarie nelle quali terminava l'acquedotto della città. Fu costruita nel 1618 dal governatore Pietro Luigi De Torres, dal quale prende il nome. La fontana veniva utilizzata soprattutto per le esigenze del mercato che si svolgeva nella piazza, che appunto aveva il nome di piazza delle Vettovaglie e poi piazza del Mercato. 
Per la realizzazione della fonte venne utilizzata una preesistente vasca marmorea che in epoca medievale era stata impiegata come fonte battesimale secondo il rito dell'immersione.